# Goleamo Belovo, Pazardjik
Goleamo Belovo (în bulgară Голямо Белово) este un sat în comuna Belovo, regiunea Pazardjik,  Bulgaria. 

## Demografie
Componența etnică a satului Goleamo Belovo
     Romi (1,03%)
     Bulgari (96,28%)
     Nicio identificare (2,68%)
     Altele (0%)
La recensământul din 2011, populația satului Goleamo Belovo era de 484 locuitori. Din punct de vedere etnic, majoritatea locuitorilor (96,28%) erau bulgari, cu o minoritate de romi (1,03%). Pentru 2,68% din locuitori nu este cunoscută apartenența etnică.